# Bolesław Kurek

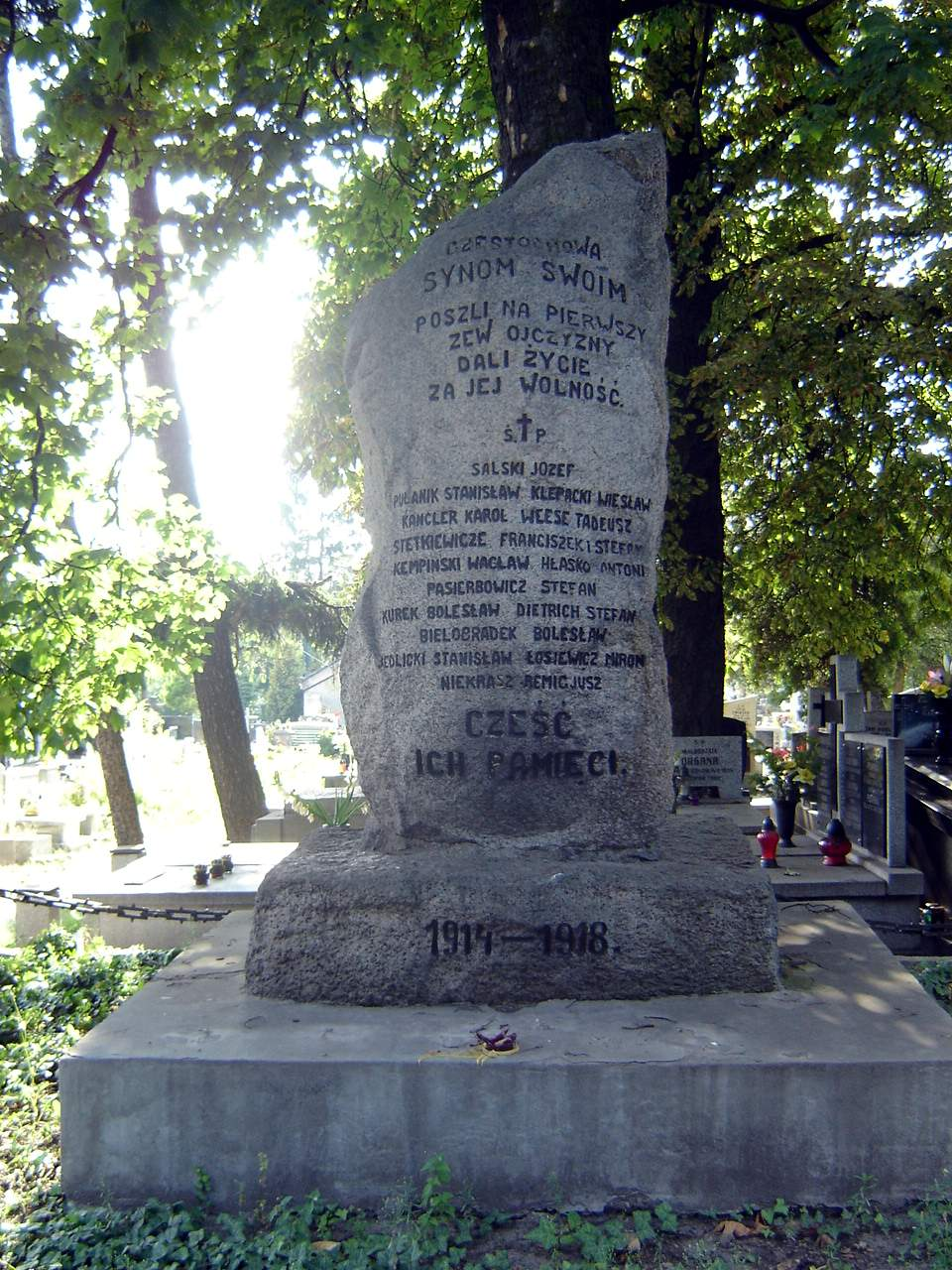

Bolesław Kurek (ur. 4 września 1893 w Krzyżanowicach, zm. 5 lipca 1916 pod Kościuchnówką) – starszy żołnierz Legionów Polskich, działacz niepodległościowy, kawaler Orderu Virtuti Militari.

## Życiorys
Urodził się 4 września 1893 w Krzyżanowicach, w ówczesnym powiecie iłżeckim guberni radomskiej, w rodzinie Jana i Anny z Konofalskich. Początkowo uczęszczał do gimnazjum rządowego, a od 1906 do nowo otwartego męskiego gimnazjum filologicznego Waleriana Kuropatwińskiego w Częstochowie (od 1908 było to gimnazjum Gustawa Kośmińskiego). W latach szkolnych należał do organizacji niepodległościowych.
14 października 1914 jako uczeń VIII klasy wstąpił do Legionów Polskich. Początkowo służył w 1 pułku piechoty, a następnie walczył w szeregach 1. kompanii 5 pułku piechoty. Poległ 5 lipca 1916 w bitwie pod Kostiuchnówka, w czasie ataku na Polską Górę jego ciało zostało rozkawałkowane przez eksplodujący granat. Ten sam pocisk artyleryjski „na kawałki poszarpał” szeregowców Jana Klimowskiego i Stefana Pasierbowicza oraz dwóch żołnierzy z oddziału karabinów maszynowych. Szczątki Bolesława Kurka nie zostały złożone do grobu. Był kawalerem, dzieci nie miał. W swoich wspomnieniach Roman Starzyński napisał o Bolesławie Kurku: „powszechnie lubiany obywatel-szafa, co wszystko miał zawsze w plecaku”.
1 września 1921 major Władysław Wąsik we wniosku na odznaczenie Orderem Virtuti Militari napisał: „w ataku na m. Kamienna st[arszy]. żołn[ierz]. Kurek był pierwszym, który wpadł do miasteczka. Dostrzeżony, wpadł do jakiejś chałupy i zamknął się tam. Mimo iż drzwi i okna wywalone zostały, bronił się długo, głównie na białą broń. Rannego uratowała go kompania własna”.
Imiona i nazwiska Bolesława Kurka i Stefana Pasierbowicza zostały wyryte na kamieniu pamiątkowym „Częstochowa Synom Swoim”, posadowionym na ławie fundamentowej, na terenie Cmentarza Kule w Częstochowie.

## Ordery i odznaczenia
- Krzyż Srebrny Orderu Wojskowego Virtuti Militari nr 6523 – pośmiertnie, 17 maja 1922[13][14][15][16][17]
- Krzyż Niepodległości – pośmiertnie, 13 kwietnia 1931 „za pracę w dziele odzyskania niepodległości”[18][19][20]
- Odznaka „Za wierną służbę” nr 1911[21]